# Kanton Moûtiers
Kanton Moûtiers (francouzsky Canton de Moûtiers) je francouzský kanton v departementu Savojsko v regionu Rhône-Alpes. Tvoří ho 16 obcí.

## Obce kantonu
- Aigueblanche
- Les Avanchers-Valmorel
- Le Bois
- Bonneval
- Feissons-sur-Isère
- Fontaine-le-Puits
- Hautecour
- La Léchère
- Moûtiers
- Notre-Dame-du-Pré
- Saint-Jean-de-Belleville
- Saint-Marcel
- Saint-Martin-de-Belleville
- Saint-Oyen
- Salins-les-Thermes
- Villarlurin